# アセチルCoAヒドロラーゼ
アセチルCoAヒドロラーゼ(Acetyl-CoA hydrolase、EC 3.1.2.1)は、以下の化学反応を触媒する酵素である。
アセチルCoA + 水 {\displaystyle \rightleftharpoons }補酵素A + 酢酸
従って、この酵素の2つの基質はアセチルCoAと水、2つの生成物は補酵素Aと酢酸である。
この酵素は、加水分解酵素に分類され、特にチオエステル結合に作用する。系統名は、アセチルCoAヒドロラーゼである。この酵素は、ピルビン酸の代謝に関与している。

## 構造
2007年末時点で、この酵素の1つの構造だけが解かれている。蛋白質構造データバンクのコードは、2H4Uである。